# Williams (Arizona)
Williams település az Amerikai Egyesült Államok Arizona államában, Coconino megyében. Lakosainak száma 3202 fő (2020. április 1.).

## Közlekedés
A települést érinti az Amtrak egyik távolsági vasúti járata is, a Southwest Chief.

## Népesség
A település népességének változása:

| 2010 | 3 023 |
| 2020 | 3 202 |